# Saint-Sulpice-des-Landes (Paesi della Loira)
Saint-Sulpice-des-Landes è un ex comune francese di 649 abitanti situato nel dipartimento della Loira Atlantica nella regione dei Paesi della Loira. Dal 1º gennaio 2018 è accorpato al nuovo comune di Vallons-de-l'Erdre, insieme ai comuni di Bonnœuvre, Maumusson, Saint-Mars-la-Jaille, Vritz.

## Società

### Evoluzione demografica
Abitanti censiti